# Klaus Mohr (Mediziner)
Klaus Mohr (* 12. September 1953; † 22. Dezember 2022) war ein deutscher Pharmakologe und Hochschullehrer an der Rheinischen Friedrich-Wilhelms-Universität Bonn. Bekannt wurde er u. a. als Lehrbuchautor.

## Werdegang
Mohr studierte von 1972 bis 1978 Medizin an der Universität Kiel, wo er 1979 mit Doktorgrad bei Heinz Lüllmann abschloss. Ab 1980 bis 1988 war er Wissenschaftlicher Mitarbeiter und später Oberassistent im Institut für Pharmakologie der Universität Kiel. Im Jahr 1988 habilitierte er sich und erhielt 1992 einen Ruf als Professor für Pharmakologie und Toxikologie im Fachbereich Pharmazie der Mathematisch-Naturwissenschaftlichen Fakultät der Universität Bonn.
Von 2001 bis 2010 war er Sprecher des DFG-geförderten Graduiertenkollegs GRK 677: „Struktur und molekulare Interaktion als Basis der Arzneimittelwirkung“, von 2003 bis 2012 Studiendekan der Mathematisch-Naturwissenschaftlichen Fakultät der Universität Bonn und von 2004 bis 2007 Generalsekretär der Deutschen Pharmazeutischen Gesellschaft.

## Schriften
- Pharmakologie und Toxikologie : Arzneimittelwirkungen verstehen - Medikamente gezielt einsetzen : ein Lehrbuch für Studierende der Medizin, der Pharmazie und der Biowissenschaften, eine Informationsquelle für Ärzte, Apotheker und Gesundheitspolitiker (mit Heinz Lüllmann ; Martin Wehling ; Lutz Hein). 18., vollständig überarbeitete Auflage, Thieme Verlag, Stuttgart 2016. 703 S. ISBN |978-3-13-368518-4
- Taschenatlas Pharmakologie (mit Heinz Lüllmann ; Lutz Hein ; Jens W. Fischer). 8., überarbeitete und erweiterte Auflage, Thieme Verlag, Stuttgart 2019. 448 S. ISBN |978-3-13-242613-9